# Ligny-lès-Aire
Ligny-lès-Aire är en kommun i departementet Pas-de-Calais i regionen Hauts-de-France i norra Frankrike. Kommunen ligger i kantonen Norrent-Fontes som tillhör arrondissementet Béthune. År 2022 hade Ligny-lès-Aire 564 invånare.

## Befolkningsutveckling
Antalet invånare i kommunen Ligny-lès-Aire
| Referens: INSEE |